# (7691) Brady
(7691) Brady (3186 T-3) – planetoida z grupy pasa głównego asteroid okrążająca Słońce w ciągu 3 lat i 238 dni w średniej odległości 2,37 j.a. Została odkryta 16 października 1977 roku.